# Phoenix Ascension
Il Phoenix Ascension è una società pallavolistica maschile statunitense, con sede a Phoenix: milita nella NVA.

## Rosa 2019
| N° | Nome               | Ruolo | Data di nascita  | Nazionalità sportiva |
| -- | ------------------ | ----- | ---------------- | -------------------- |
| 3  | Byran Lewis        | O     | -                | Francia              |
| 6  | Drew Winterstein   | L     | -                | Stati Uniti          |
| 7  | Micah Steiner      | L     | 17 aprile 1986   | Stati Uniti          |
| 8  | Joseph Kauliakamoa | P     | 12 agosto 1989   | Stati Uniti          |
| 9  | Connor Dougherty   | C     | 15 novembre 1990 | Stati Uniti          |
| 10 | Vince Zanzucchi    | S     | 15 maggio 1983   | Stati Uniti          |
| 11 | Srdjan Nadazdin    | S     | 9 novembre 1989  | Stati Uniti          |
| 12 | Keaton Berry       | C     | -                | Stati Uniti          |
| 14 | Zachary Melcher    | P     | 8 novembre 1995  | Stati Uniti          |
| 15 | Mark Olsen         | C     | -                | Stati Uniti          |
| 16 | Cullen Mosher      | S     | -                | Stati Uniti          |
| 17 | Nathan Saunders    | O     | -                | Stati Uniti          |
| 20 | Jacob Byers        | S     | 3 febbraio 1991  | Stati Uniti          |
| 22 | Drake Silbernagel  | C     | 25 luglio 1994   | Stati Uniti          |
| 42 | Taylor Harrington  | C     | -                | Stati Uniti          |
| 47 | Alex Keicher       | S     | -                | Stati Uniti          |

## Denominazioni precedenti
- 2017-2019: Arizona Sizzle